# Camelinae
A Camelinae az emlősök (Mammalia) osztályának párosujjú patások (Artiodactyla) rendjébe, ezen belül a tevefélék (Camelidae) családjába tartozó alcsalád.

## Tudnivalók
A Camelinae alcsalád első fajai, körülbelül ezelőtt 38 millió évvel jelentek meg, az úgynevezett eocén korban. Az idők során benépesítették Eurázsiát, Észak-Amerikát, Dél-Amerikát és Afrikát.
A Camelinae nevű taxont 1821-ben, John Edward Gray brit zoológus alkotta meg. 1994-ben Stanley és társai, míg 2005-ben Ruez, megerősítették a tevefélék közé való besorolását.

## Rendszerezés
A nembe az alábbi 2 nemzetség tartozik:
- Camelini Nordmann, 1850
- Lamini Webb, 1965

Az alcsaládnak a típusneme, a teve (Camelus). Habár ennek az alcsaládnak a legtöbb faja kihalt, mindkét nemzetségben találhatók ma is élő fajok.

## Fordítás
- Ez a szócikk részben vagy egészben  a   Camelinae című angol Wikipédia-szócikk ezen változatának fordításán alapul.  Az eredeti cikk szerkesztőit annak laptörténete sorolja fel. Ez a jelzés csupán a megfogalmazás eredetét és a szerzői jogokat jelzi, nem szolgál a cikkben szereplő információk forrásmegjelöléseként.